# 鈴木史郎
鈴木 史郎（すずき しろう、1946年4月 - ）は、日本の物理学者、佐賀大学名誉教授（理工学部物理学科）。理学博士。主な研究分野は高エネルギー実験物理学。
茨城県つくば市の高エネルギー加速器研究機構（KEK）にある世界最高強度の加速器Bファクトリーを使ってCP対称性の破れの研究を行っている。
また、大強度陽子加速器（J-PARC)でのKL中間子稀崩壊によるCP対称性の破れの検出実験(E14)の準備として、高速ガンマー線検出器の開発に取り組んでいる。

## 略歴
- 1969年 - 東京大学理学部物理学科を卒業
- 1973年 - 東京大学大学院理学研究科物理学専攻を退学
- 1974年 - 東京大学にて理学博士の学位を取得
- 1975年 - 名古屋大学理学部助手
- 1988年 - 名古屋大学理学部助教授
- 2001年 - 四日市大学総合政策学部教授
- 2004年 - 佐賀大学理工学部教授に就任
- 2012年 - 佐賀大学理工学部教授を退任